# Pro hac vice
Pro hac vice è una locuzione latina, traducibile con «per questo turno», «in questo caso».

## Ambito legale
In ambito legale la locuzione si riferisce a un avvocato non ammesso a esercitare in una determinata giurisdizione, ma che ottiene il permesso di partecipare in un caso particolare sotto tale giurisdizione.

## In ambito ecclesiastico
In ambito ecclesiastico l'espressione è utilizzata quando un cardinale è promosso dall'ordine dei cardinali diaconi all'ordine dei cardinali presbiteri, conservando il proprio titolo cardinalizio: si dice che la sua diaconia è elevata pro hac vice a quel titolo.
È stata inoltre usata, fino al dicembre del 1988, nella nomina di quegli arcivescovi cui veniva assegnata una sede vescovile titolare, promossa pro hac vice a titolo arcivescovile. Da tale mese la Santa Sede ha preferito non promuovere la sede vescovile a titolo arcivescovile, ma assegnare al candidato il titolo di una sede vescovile, con dignità di arcivescovo; mentre prima, quindi, era promossa pro hac vice la "sede", successivamente si è preferito promuovere la "persona".
Uno degli ultimi esempi della prima versione è stato quello del futuro cardinale lituano Audrys Juozas Bačkis, la cui nomina episcopale, il 5 agosto 1988, è riportata, negli Acta Apostolicae Sedis come segue:
(AAS an. et vol. LXXX (1988), p. 1480)
Già il 10 dicembre successivo, la nomina episcopale dell'arcivescovo italiano Piero Biggio segue la seconda versione, ancor oggi utilizzata:
(AAS an. et vol. LXXXI (1989), p. 286)